# Vladimir Gojković
Vladimir Gojković (en serbe : Владимир Гојковић), né le 29 janvier 1981 à Kotor en Yougoslavie, est un joueur puis entraîneur de water-polo monténégrin. Il concourait auparavant pour la Serbie-et-Monténégro.
Lors des Jeux olympiques d'été de 2004 se déroulant à Athènes, il remporte la médaille d'argent avec l'équipe de Serbie-et-Monténégro. Après la dissolution du pays il prend part aux compétitions internationales avec le Monténégro. Il termine à deux reprises en 2008 et en 2012 au pied du podium olympique.

## Palmarès

### Jeux olympiques
- Vice-champion olympique aux Jeux olympiques d'été de 2004 à Athènes ( Grèce)